# Черета (Изернија)
Черета је насеље у Италији у округу Изернија, региону Молизе.
Према процени из 2011. у насељу је живело 68 становника. Насеље се налази на надморској висини од 703 м.